# بيلي شيهان
بيلي شيهان (بالإنجليزية: Billy Sheehan)‏ هو ملحن وموسيقي أمريكي، ولد في 19 مارس 1953 في بوفالو في الولايات المتحدة.

## وصلات خارجية
- الموقع الرسمي
- بيلي شيهان على موقع IMDb (الإنجليزية)
- بيلي شيهان على موقع ميوزك برينز (الإنجليزية)
- بيلي شيهان على موقع إن إن دي بي (الإنجليزية)
- بيلي شيهان على موقع أول ميوزيك (الإنجليزية)
- بيلي شيهان على موقع ديسكوغز (الإنجليزية)